# François Marie Dufour
Pour les articles homonymes, voir Dufour.
François Marie Dufour, né le 5 décembre 1769 à Fruges dans le Pas-de-Calais et mort le 14 avril 1815 à Lille, est un général français de la Révolution et de l’Empire.

## Biographie
Élu lieutenant-colonel en second du 8e bataillon de volontaires du Pas-de-Calais il devient chef de brigade à la 6e demi-brigade de deuxième formation le 30 novembre 1799, colonel au 6e régiment d’infanterie de ligne en 1803, puis général de brigade de l’armée napolitaine (le royaume de Naples, dirigé par Murat, est allié de la France) le 19 janvier 1807. Le 4 mars 1813, il est nommé général de division.

## Décorations, titres, honneurs
- 17 mai 1806 : commandeur de la Légion d'honneur
- 18 juin 1812 : baron de l'Empire